# Geschiedenis van Zottegem
In de geschiedenis van Zottegem wordt de historische ontwikkeling beschreven van de Belgische stad Zottegem.

## Gallo-Romeinse sporen en Germaanse nederzetting

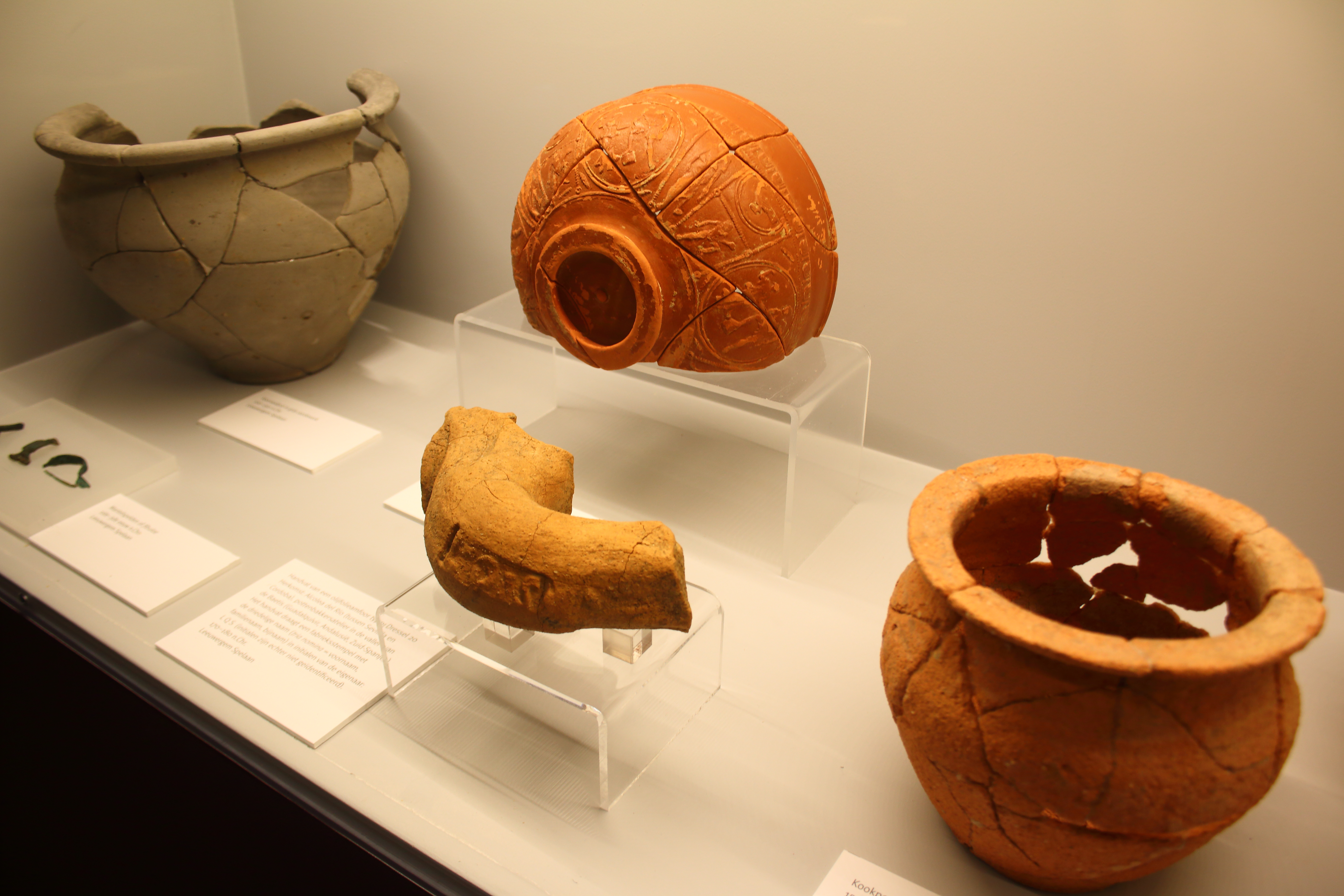
Romeinse vondsten, Spelaan, Leeuwergem

Bij archeologisch onderzoek aan de Heldenlaan werd een kuiltje aangesneden met een hoeveelheid scherven uit de ijzertijd. Aan de Wolvenstraat-Hoogstraat werden twee kuilen gevonden die dateren uit de midden-bronstijd. In de gemeente Zottegem (Velzeke, Spelaan Leeuwergem) werden verder Romeinse en Gallo-Romeinse vondsten gedaan. De vicus Velzeke (met Romeinse villa Steenbeke) lag aan de Heirbaan Boulogne-Asse-Tongeren en de heirbaan tussen Bavay en het noorden (Romeinse weg Bavay-Velzeke). Het was een centrum met onder andere silo's, hoeves, tempels en smelterijen. Zottegem ontstond later als een kleine Germaanse nederzetting op de linkeroever van de Bettelhovebeek. In Strijpen (Beugelstraat) werden Merovingische begraafplaatsen blootgelegd uit de zesde en zevende eeuw.

## Ontstaan van Zottegem rond het Egmontkasteel

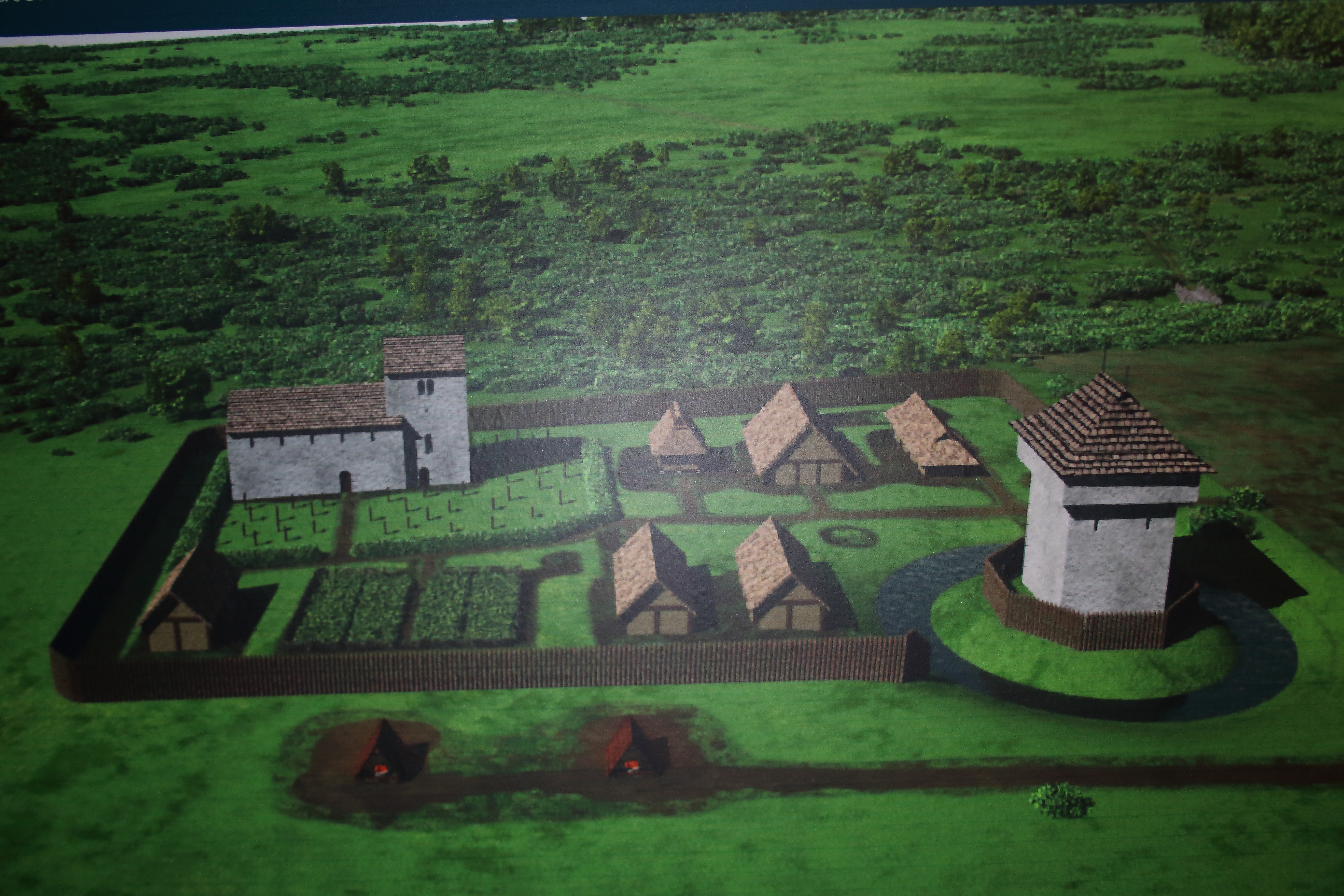
Reconstructie Egmontkasteel 1150

De oudste teruggevonden vermelding van de plaats dateert uit een charter van Rothardus uit 1083 als Sotengem (in latere bronnen werd de plek onder andere ook Sothengem, Sottingem, Sottengem, Zotteghem, Sotengien, Sottheghem, Sottenghien, Sottegem genoemd), een kleine nederzetting ('Ten Dorpe') ten noordoosten van de versterking van Rothardus (ongeveer bij de huidige Noordstraat). De naam komt van Sutto/Sotto-ingahaim en betekent 'de hoeve van de sibbe/de plaats van de lieden van Sutto'; Sutto of Sotto was een Germaanse naam en betekent 'de zoete' . Sinds de twaalfde eeuw wordt dus melding gemaakt van de heerlijkheid Zottegem met de eerste Heren van Zottegem in het Egmontkasteel, dat echter geen defensieve functie vervulde maar een versterkt mottekasteel was. Zottegem had tot de dertiende eeuw geen volledig zelfstandige parochie, maar hing af van de kerk van Strijpen, in handen van de abdij van Mont-Saint-Martin. In 1249 werd in Velzeke de schepenbrief van Bochoute geschreven, een van de oudste officiële documenten in het Nederlands.

## Ontstaan van de 'vryheydt Zottegem'

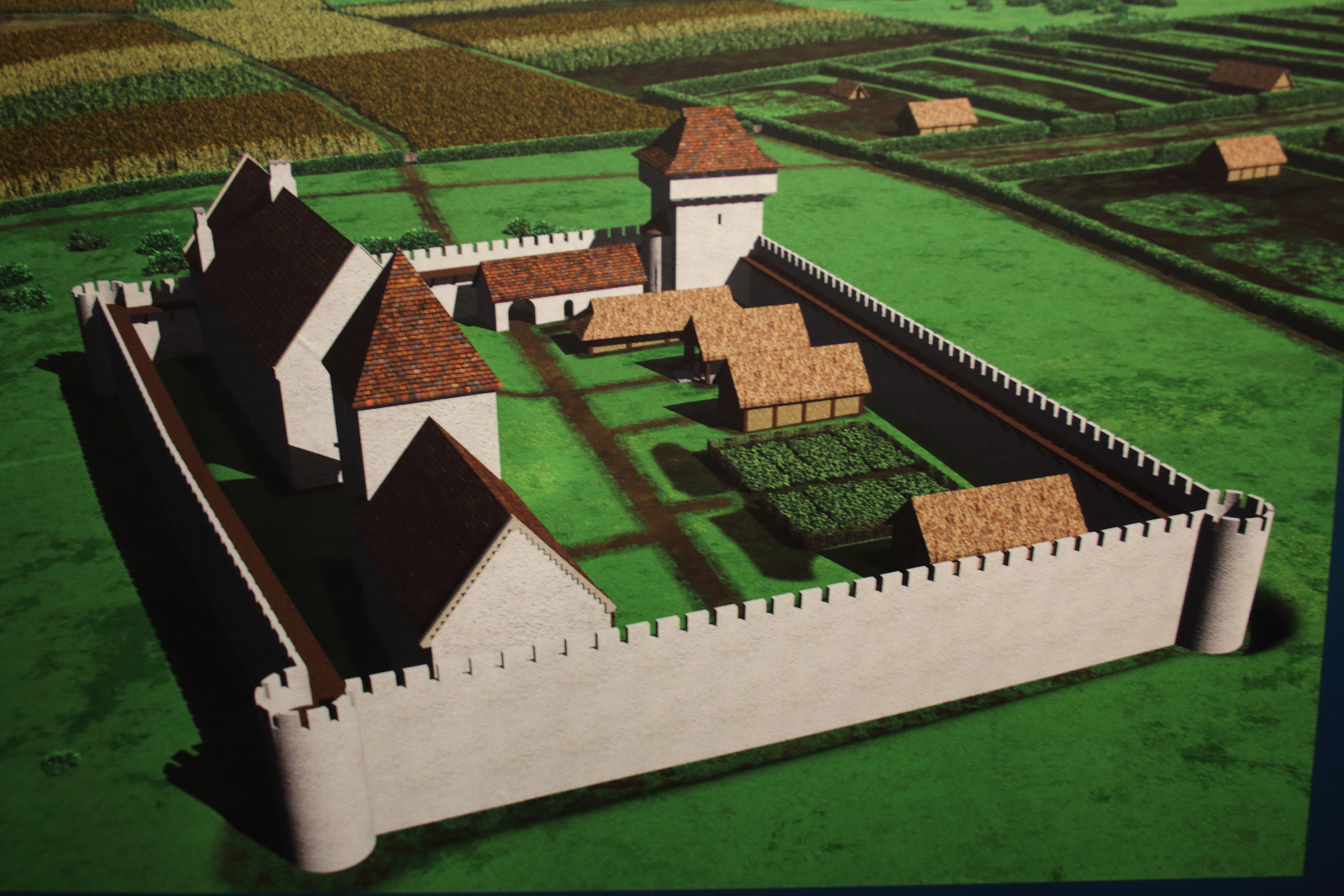
reconstructie Egmontkasteel 1300-1400

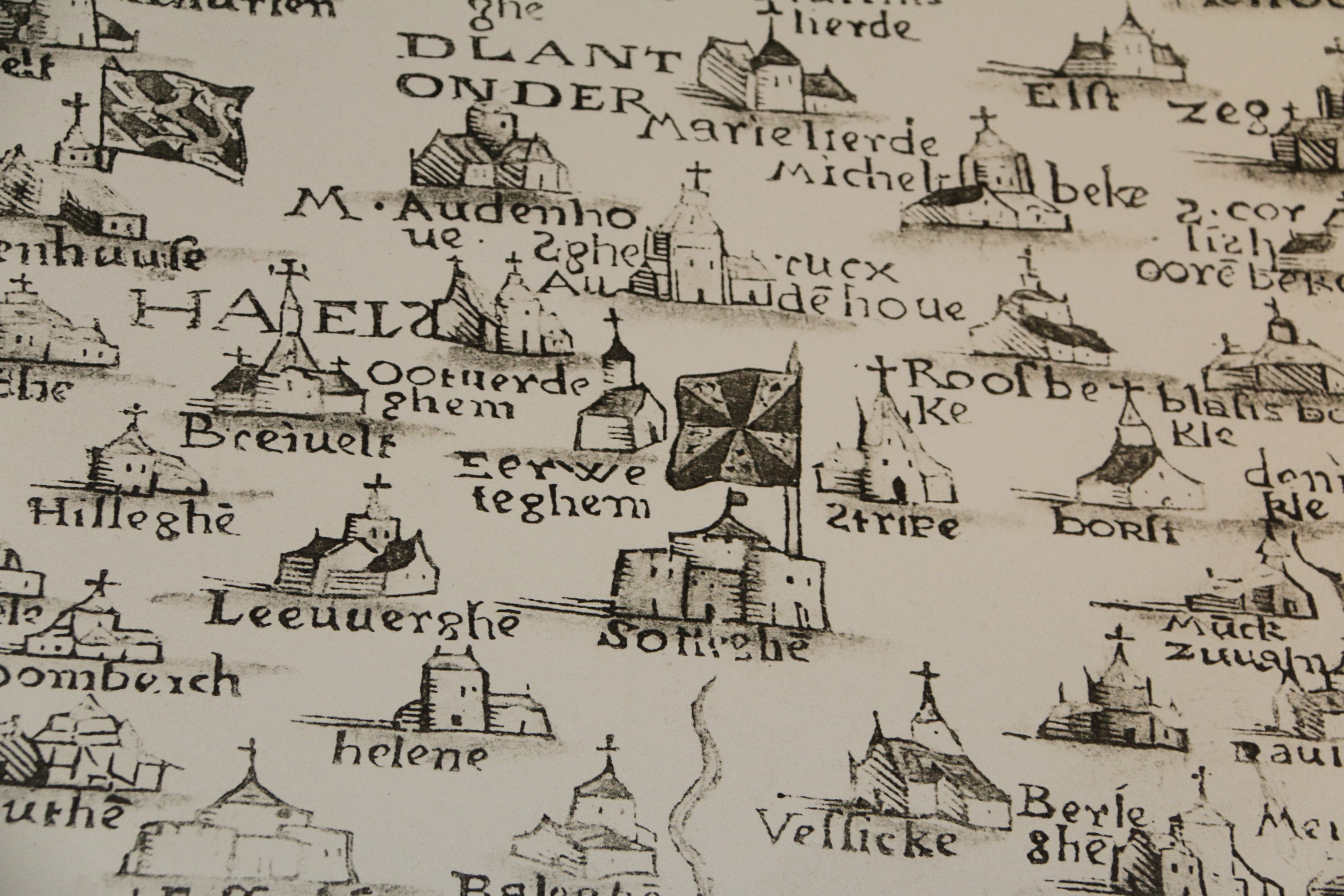
Zottegem, Charte van Vlaendren (1538, Pieter van der Beke)

In de dertiende eeuw stimuleerden de Zottegemse kasteelheren het ontstaan van een nieuwe kleinstedelijke woonkern met bijbehorende parochiekerk (iets meer naar het zuiden, rond de huidige Markt, Heldenlaan en Hoogstraat). De kasteelheren (die als baanderheren een eigen goed hadden) verwierven het patronaatsrecht van die kerk en duidden als financieel-materieel beheerder de parochiegeestelijken aan. De eerste vermelding van de 'Vrijheid Zottegem' (le frankise de le ville) dateert uit 1286 in een akte waarin Geraard II van Zottegem leenhulde brengt aan Jan II van Avesnes, de graaf van Henegouwen. Het kleine centrum kwam vanaf de veertiende eeuw tot bloei en kreeg bepaalde fiscale, sociale en economische rechten (lakenhuis, eigen bestuur, rechtspraak en vanaf 1524 marktrecht (wekelijkse markt en twee jaarmarkten, de Marktleeuw herinnert hieraan) verleend in een octrooi van keizer Karel V: Carel, bij de gratie Godts [...] voortaen 't eeuwighen daeghe in de voors. prochie van Sotteghem, een wekemerckt op dijnsdagh voor noene.)). De bewoning ontwikkelde zich langs de Nederstraete (Heldenlaan), de Markt en de Hoogstraat. Die 'vryheydt' Zottegem werd bestuurd door een amman (burgemeester) en zes schepenen. Er waren een tweetal tolbarrières, aan het Egmontkasteel  en aan het einde van de Hoogstraat. De baronie Zottegem behoorde tot het Land van Aalst, kasselrij van het graafschap Vlaanderen. De lakennijverheid bloeide. Rond 1314-1316 trok baljuw van Gent Willem de Beer met voldersdeken Laureis van Gentbrugge naar Zottegem om er de weefgetouwen in beslag proberen te nemen (wat mislukte), omdat volgens het privilege van Lodewijk I van Nevers enkel de vrije steden laken mochten weven (te Sottegem en daer ontrent omme de lieden te waerne dat sy af souden legghen twullewercs (lakenweven) dat sy hadden gewrocht jegen tforbod ende privilege van der stede). Later lukte het de Gentse onderbaljuw om de Zottegemse weefgetouwen op wagens te laden en naar Gent te vervoeren.
In en rondom Zottegem werd regelmatig gevochten. Het Egmontkasteel werd in 1381 even ingenomen tijdens de Gentse Opstand, maar de Gentenaren werden naderhand weer verdreven. Op 31 mei 1452 liet de graaf van Étampes, Jan van Bourgondië, tijdens een nieuwe Gentse Opstand de burcht plunderen en werd Zottegem in brand gestoken. Het kasteel van de heren van 'Sotteghem' (het huidige Egmontkasteel)  werd achtereenvolgens het bezit van de adellijke geslachten Edingen (in de dertiende eeuw), en in de Bourgondische Nederlanden van het geslacht  Melun (veertiende eeuw) en  het huis Luxemburg-Fiennes (vijftiende eeuw). In de zestiende eeuw (Spaanse Nederlanden) kwamen de heerlijkheid Zottegem en het Egmontkasteel in handen van het huis Egmont en Lamoraal van Egmont.
Tussen de 16de en de 18de eeuw lag dichtbij de Markt (huidige Nieuwstraat) de omwalde kasteelsite De Mote. Rond de Zottegemse kern ontstonden het kasteel van Leeuwergem en het (intussen verdwenen) Kasteel van Oombergen.

## Lamoraal van Egmont en de zestiende eeuw

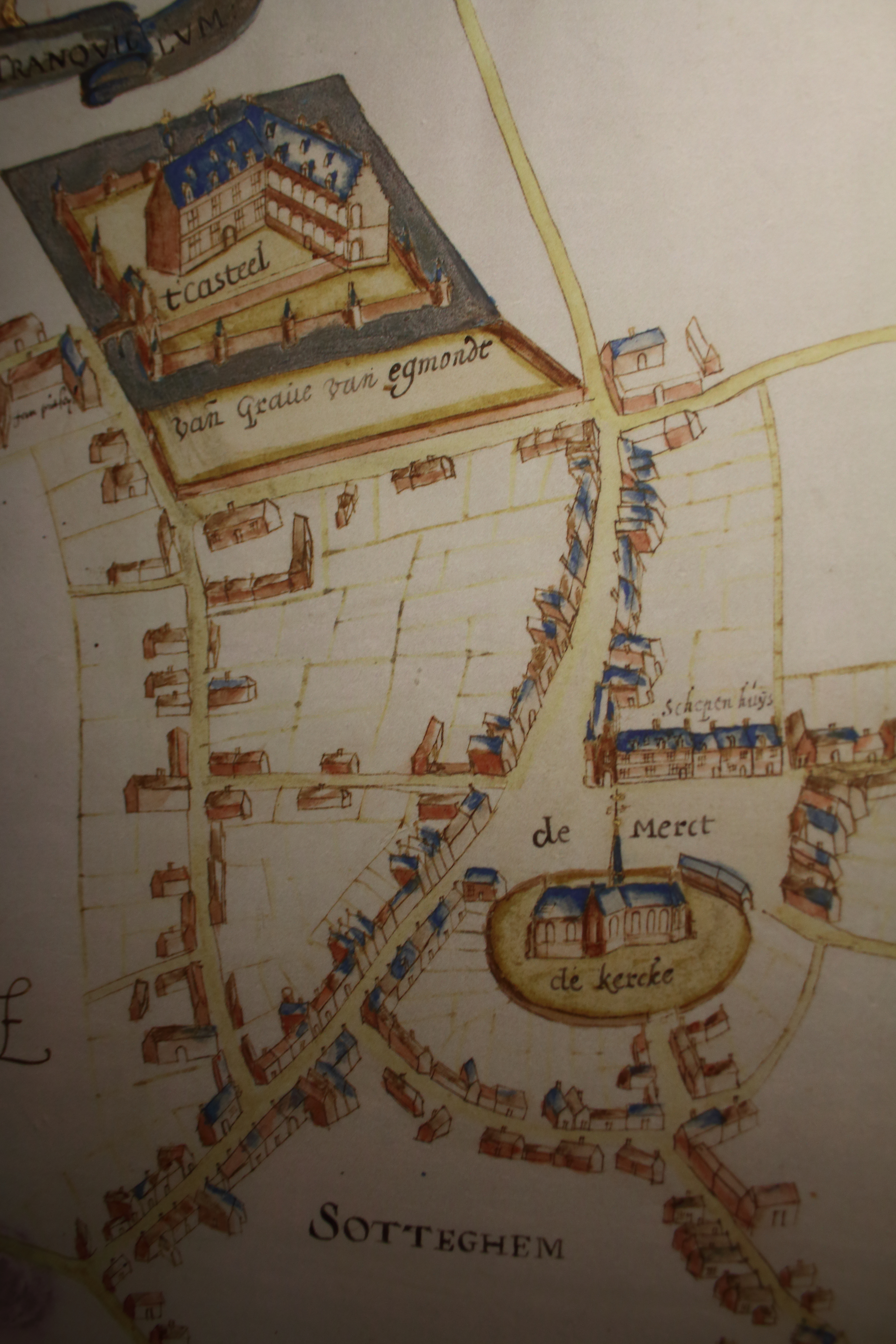
Zottegem in 1629

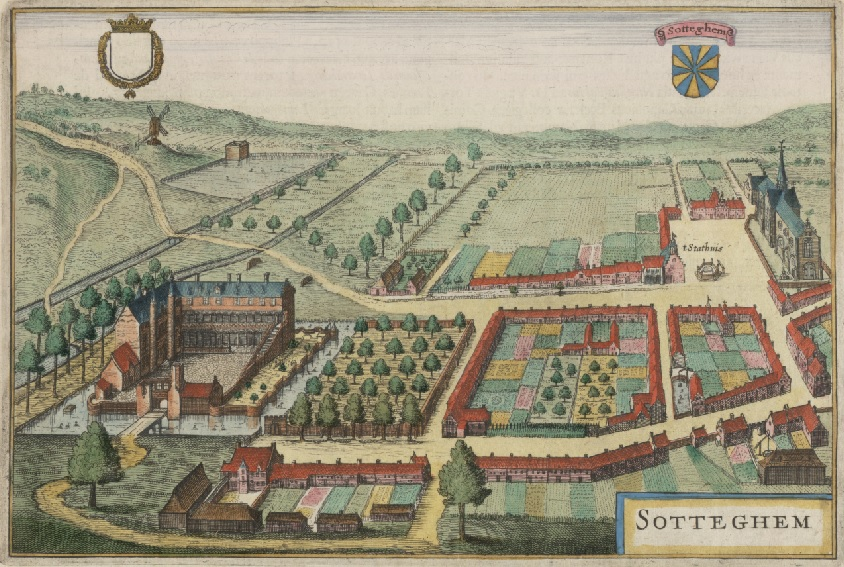
Zottegem in 1641 (Flandria Illustrata)

De woelige tweede helft van de zestiende eeuw werd gekenmerkt door het opkomende calvinisme en (na de Beeldenstorm) de opstand tegen de Spanjaarden tijdens de Tachtigjarige Oorlog in de Spaanse Nederlanden. Na zijn onthoofding op bevel van Alva (voor Filips II van Spanje) op 5 juni 1568 werd Lamoraal van Egmont begraven in de Onze-Lieve-Vrouw-Hemelvaartkerk. In 1579 vond in Zottegem een confrontatie plaats tussen katholieke malcontenten en protestanten. Op 26 april 1580 werd Zottegem geplunderd door de Geuzen onder leiding van François de La Noue (trok het leger onder la Noue naer Sottegem [...] behoorende aen den gevangen Graeve van Egmont [...], alles roovende het gene de Koningsche daer noch gelaeten hadden, soo dat alles ten platten lande verdorven en verwoest wierd), net als op 9 juni 1580. Op 28 februari 1581 plunderden de Malcontenten Zottegem.

## Zeventiende en achttiende eeuw

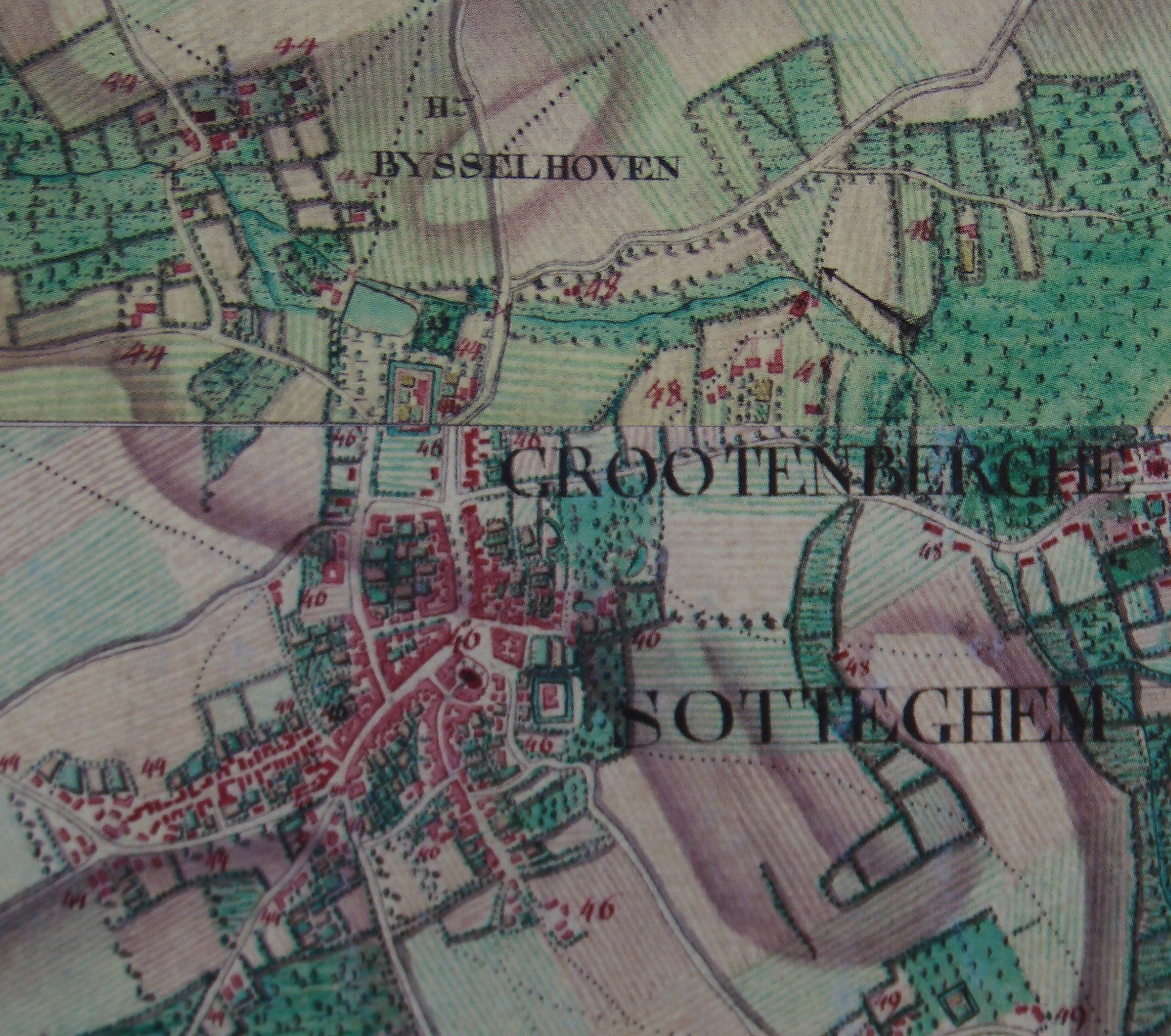
Zottegem op de Ferrariskaart

In 1645 werd tijdens de Dertigjarige Oorlog brand gesticht door een Frans leger met zware brandschade aan de Onze-Lieve-Vrouw Hemelvaartkerk tot gevolg. In 1655 richtte de Zottegemse magistraat een smeekbrief aan de Spaanse regering voor herstelsteun (in plaetse van dat het plach een fray plaisant en aerdich stedken te wesen, t'selve nu maer een desolate vlecke is). Op 7 september 1658 werd het centrum (kerk, schepenhuis, Egmontkasteel, pastorie) in brand gestoken door de Fransen tijdens de Frans-Spaanse Oorlog. In 1667 sloeg de bevolking voor hen op de vlucht tijdens de Devolutieoorlog. Op 7 maart 1671 staken ze de Zottegemse pastorie in brand, in de aanloop naar de Hollandse Oorlog. Bij de doortocht van Franse en Hollandse troepen in 1685 werd de kerk in brand gestoken. Tussen 1689 en 1694 waren Franse troepen verschillende keren ingekwartierd in de stad tijdens de Negenjarige Oorlog; in 1690 werden militairen ingekwartierd op het Egmontkasteel. Bovendien had Zottegem te lijden onder ziektes (pest in 1668, dysenterie in 1694) en mislukte oogsten (1684 en 1697). In juli 1689 verbleef kolonel Valensar met 60 dragonders in de stad. In april 1690 bivakkeerde een regiment Schotten in Zottegem en in december 1690 werd de streek geplunderd door 7000 Franse ruiters. Vanaf juli 1693 tot 24 januari 1694 werd de stad bezet door de Fransen. In mei 1696 verbleven er opnieuw Franse fuseliers in Zottegem; ook in 1697 waren de Fransen op strooptocht in de streek. In maart 1699 was Zottegem de pleisterplaats voor een regiment huzaren; in 1701 verbleef kolonel Gaetano met een regiment ruiters in de stad. Vanaf 1707 (vanaf 1715 onder de Oostenrijkse Nederlanden tot de Franse tijd) kwam het Egmontkasteel in handen van de adellijke familie Pignatelli. In 1708 plunderden Franse troepen de Onze-Lieve-Vrouw-Hemelvaartkerk tijdens de Spaanse Successieoorlog; Zottegem moest tijdens die oorlog ook bijdragen aan de Engels-Hollandse verdedigingsmacht (opeisingen, inkwartieringen, financiële bijdragen). In mei 1731 verbleven 1800 Zwitserse huurlingen in Zottegem. Tussen 1742 en 1748 vochten Engelse, Franse, Hannoverse troepen en troepen uit de Republiek er tijdens de Oostenrijkse Successieoorlog. Vanaf juni 1744 kampeerden in Velzeke zo'n 12 000 Engelse, Hannoverse en Hollandse troepen van luitenant-generaal van Sommersvelt. Op 7 juli 1745 kwamen de Franse troepen aan in Zottegem; ze verbleven er tot het najaar van 1748. In dezelfde periode teisterde de in Velzeke geboren bendeleider Jan de Lichte de streek. Op 8 december 1789 kwam het in Zottegem tot een conflict tussen getrouwen aan de Oostenrijkse keizer en aanhangers van de Brabantse Omwenteling. Vanaf 19 november 1792 tot maart 1793 bezetten Franse soldaten Zottegem; na de Tweede Oostenrijkse Restauratie werd Zottegem vanaf juni 1794 opnieuw bezet door Frankrijk. Gronden van de abdij van Mont-Saint-Martin, van de uitgeweken graaf van Egmont Casimir Pignatelli, van Gentse kloosters en Zottegemse kapelanijen werden door de Fransen aangeslagen en openbaar verkocht. Tijdens de Boerenkrijg in de Franse periode in oktober 1798 bezetten zo'n 200 brigands gedurende een week Zottegem en vielen er het schepenhuis binnen. De vrijheidsboom werd omgehakt door Jacobus Ponnet en (samen met een koets van Frans bestuurder Houdin en een deel van de inboedel van het stadhuis) verbrand op de Markt. Op 25 oktober 1798 verzamelden de opstandelingen in de Gouden Leeuw; oud-procureur Pieter Jourez deelde er biljetten uit voor voedsel en onderdak. Op 31 oktober 1798 beëindigden 64 Franse soldaten onder leiding van Jacques-Casimir Jouan de opstand.  Als represaille werden vijf kerkklokken van de Onze-Lieve-Vrouw Hemelvaartkerk door de Fransen stukgeslagen en naar Gent gevoerd.

## Spoorwegknooppunt en nijverheidscentrum in de negentiende eeuw

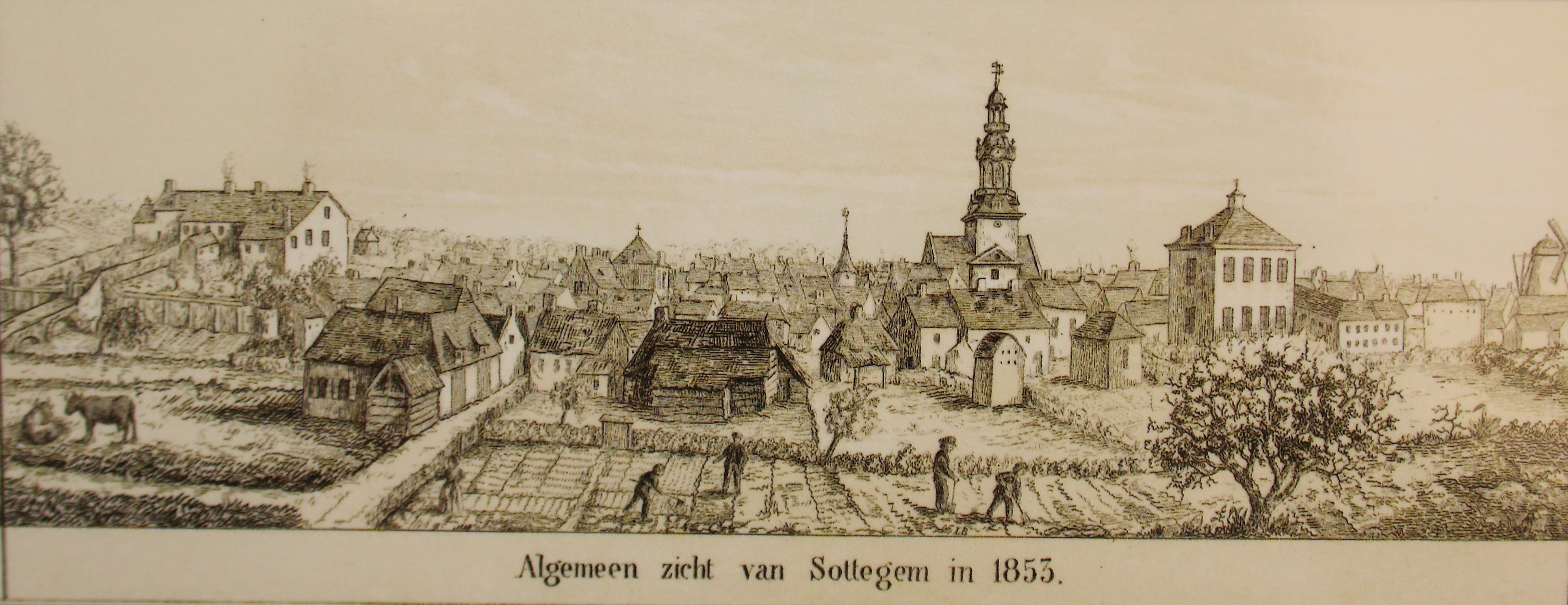
Zottegem in 1853

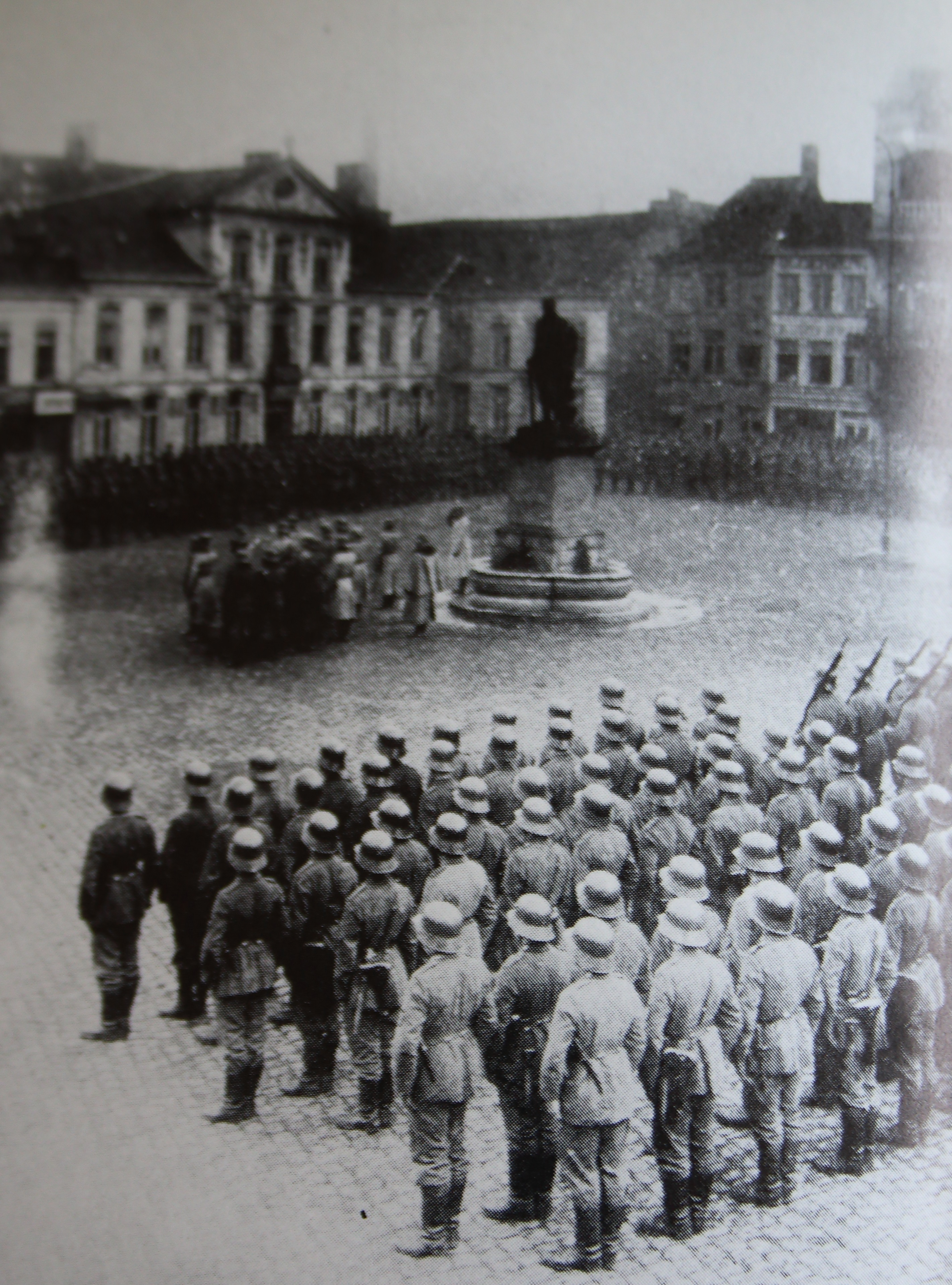
Duitse soldaten op de Markt tijdens de Eerste Wereldoorlog

Zottegem had zich ondertussen ontwikkeld tot een klein handels- en ambachtscentrum van regionaal belang. Het omliggende platteland (over)leefde vooral van aardappel- en vlasteelt, weverij en later (rond Sint-Maria-Oudenhove) handschoennijverheid. Vanaf 1800 werd Zottegem een kantonhoofdplaats met een vredegerecht en een decanaat. In 1804 werd per toeval de Egmontcrypte herontdekt. In mei en juni 1815 waren twee infanteriedivisies van Wellingtons geallieerdenleger tegen Napoleon in en rond Zottegem gelegerd; het opperbevel met prins Frederik van Oranje-Nassau logeerde in herberg 'De Gouden Leeuw' op de Markt. Bij de Belgische Revolutie in 1830 werd de patriot Van Aelbrouck door het bestuur opgesloten in de gendarmerie; hij werd bevrijd na de bestorming ervan door burgers. In 1867 werd de spoorlijn tussen Gent en 's-Gravenbrakel aangelegd (naar het Waalse steenkoolbekken) en werd het station Zottegem in gebruik genomen, in 1870 volgde de lijn Brussel-Kortrijk  en in 1875 de lijn Aalst-Ronse. De stadskern werd uitgebreid richting station en de bevolking nam daardoor snel toe; nieuwe straten werden aangelegd (Stationsplein, Stationsstraat, Musselystraat, Broeder Marèslaan, Van Aelbrouckstraat) of verlengd (Grotenbergestraat, Laurens De Metsstraat). Zottegem werd een handels- en nijverheidscentrum met scholen (Gesticht Onze-Lieve-Vrouw van Deinsbeke, Sint-Barbarainstituut), een tiental brouwerijen (Brouwerij De Klok, Brouwerij Crombé, Brouwerij De Meyer, Brouwerij Barbry, Brouwerij Het Lam, Brouwerij Droesbeque, Brouwerij De Cock, Brouwerij De Winne), kachelmakerijen (Stovenfabriek François), schoenen- , breigoed- en textielfabrieken (Sanitary, Cantaert, Schockaert-Smeets, Cousy,...) Verschillende industriëlen en rijke burgers lieten statige woningen optrekken in art-decostijl, eclectische stijl of cottagestijl in en rond het centrum (Villa Cantaert,  Bruggenhoek 44, Villa Puysseleyr, Villa Floreal, Villa Van Lierde, Kasteel Lauwereyssens, Villa Socrate, Cottage De Riemaecker, Herenhuis Schockaert, Villa Cousy, Villa De Rycke, Villa Vanden Noortgaete, Villa Van Herzele, Villa De Riemaecker, Zuidstraat 50, Laurens De Metsstraat 49,...)

## Eerste Wereldoorlog
Op 4 september 1914 streek een Duitse Taube-verkenner neer op de Molenkouter; de piloot werd ingerekend. Vanaf 7 september 1914 vestigde de Duitse bezetter zich in Zottegem. Op 8 september 1914 hield het IXe reservekorps onder bevel van General Max von Boehn zijn doortocht door Zottegem.. Tijdens de Eerste Wereldoorlog werden in 1916 verschillende leden van een Zottegems spoorwegspionagenetwerk (Léonce Roels, Désiré Van den Bossche) door het Duitse leger terechtgesteld  (nadat ze waren verklikt door de contraspion Eugène Jasienski, die zich bij de burgemeester had uitgegeven voor Frans officier, waarop Roels het spionagenetwerk aan Jasienski uit de doeken deed.) , vonden er verschillende bombardementen plaats en werd in 1918 het station opgeblazen (den laatsten dag voor den wapenstilstand hebben de Duitschen de ijzeren baan doen springen). Het station werd getroffen door bombardementen van de Britse luchtmacht (Reeds hadden de Engelschen bomben geworpen naar den ijzerenweg). In augustus 1918 werd spoorwegbediende Richard De Winter doodgeschoten toen hij aan de Duitse opeising probeerde te ontsnappen. Op 3 november 1918 reed de Duitse keizer Wilhelm II op doortocht door Zottegem. In 1921 werd op de Heldenlaan het Heldenmonument opgericht ter nagedachtenis van de oorlogsslachtoffers.

## Tweede Wereldoorlog
Bij het begin van de Tweede Wereldoorlog op 19 mei 1940 nam het Duitse leger Zottegem en omstreken in. Een verzetsgroep was actief in Velzeke. Jules Lootens, hoofdonderwijzer in het gesticht O.L.V. van Deynsbeke en master van de scoutsgroep, was luitenant van het Geheim Leger in het verzet. Als weerstander bracht hij clandestiene bladen in omloop, verwittigde door de Duitse bezetter verdachte personen, hielp mee bij het verbergen en laten ontsnappen van geallieerde vliegeniers. Op 24 september 1943 werd hij door de Gestapo opgepakt. Hij overleed op 7 december in het kamp van Groß-Rosen in Silezië (Polen). Op 24 januari 1944 stortte een Duitse Messerschmidt Bf109 neer in Godveerdegem. In april 1944 dropten Amerikanen munitie en goederen voor het verzet op droppingzone Fazant aan de Lippenseweg. Collaborateurs executeerden Idès della Faille d'Huysse, baron van Leeuwergem en lid van het verzet, aan de Kasteeldreef van het kasteel van Leeuwergem in de nacht van 11 augustus 1944. Bij de bevrijding na de Tweede Wereldoorlog op 3 september 1944 raakte een terugtrekkende Duitse colonne tijdens het treffen bij de Luchtbal slaags met Britse troepen (een Engelse vlammenwerpertank opende het vuur op de Duitse vrachtwagens); daarbij vielen zes burgerdoden (onder anderen André Baele) en kwamen zestien Duitse soldaten om. Op 10 november 1944 maakte een Amerikaanse Boeing B-17 Flying Fortress een noodlanding aan de Lippenhovestraat in Elene. In januari, februari, april en mei 1945 kwamen respectievelijk vakbondsman Léon Lefèvre, onderchef van het station Albert Sonck, hoofdonderwijzer van de gemeenteschool Firmin Bogaert en Georges Otte als politiek gevangenen om. 
Zottegemnaren Jean Ost (als (straaljager)piloot) en Adolphe Van Melckebeke (als navigator op De Havilland Mosquito, kwam om bij een crash in 1945) traden in dienst bij de Britse Royal Air Force.
Minstens twaalf Joodse personen vonden tijdelijk een veilig onderkomen in Zottegem, Strijpen en Sint-Goriks-Oudenhove. Ook in het klooster van Erwetegem verbleven tijdens de zomermaanden tientallen Joodse meisjes.
In 1964 werd in Bevegem het Oorlogsmonument op het Politieke Gevangenenplein ingehuldigd.

## Fusiegemeente
Vanaf de jaren 50 breidde de stad gestaag verder uit met nieuwe woonwijken (onder andere Bevegem).
De fusiegemeente Zottegem, die ontstond na fusies in 1971 (Zottegem met Strijpen, Godveerdegem, Erwetegem, Velzeke-Ruddershove, Leeuwergem, Elene, Grotenberge, Sint-Goriks-Oudenhove) en 1977 (toevoeging van delen van Oombergen en Sint-Maria-Oudenhove), draagt sinds 1985 de titel 'stad'.
Tegenwoordig is Zottegem vooral een regionaal handels- en dienstencentrum (met winkels, ziekenhuis AZ Sint-Elisabeth Zottegem en scholen (Koninklijk Atheneum Zottegem, Richtpunt Campus Zottegem, Onze-Lieve-Vrouwcollege)) met een relatief groot aantal pendelaars.